# Mongomo
Mongomo est une ville de Guinée équatoriale, chef-lieu du district du même nom et de la province de Wele-Nzas. Elle est située à proximité de la frontière avec le Gabon et compte une dizaine de milliers d'habitants.